# I Want It That Way
"I Want It That Way" là một bài hát của nhóm nhạc nam nước Mỹ Backstreet Boys nằm trong album phòng thu thứ ba của họ, Millennium (1999). Nó được phát hành vào ngày 12 tháng 4 năm 1999 như là đĩa đơn đầu tiên trích từ album bởi Jive Records. Bài hát còn xuất hiện trong nhiều album tổng hợp của Backstreet Boys, như The Hits - Chapter One (2001) và The Essential Backstreet Boys (2013). Đây là một bản pop ballad được viết lời bởi Andreas Carlsson và Max Martin, và được sản xuất bởi Martin và Kristian Lundin, với nội dung đề cập đến một mối quan hệ căng thẳng bởi những vấn đề về khoảng cách địa lý hoặc cảm xúc.
Sau khi phát hành, "I Want It That Way" nhận được những phản ứng tích cực từ các nhà phê bình âm nhạc, trong đó họ đánh giá cao giai điệu bắt tai và ngọt ngào của nó. Bài hát đã nhận được ba đề cử giải Grammy cho Thu âm của năm, Bài hát của năm và Trình diễn song ca hoặc nhóm nhạc giọng pop xuất sắc nhất tại lễ trao giải thường niên lần thứ 42, nhưng không chiến thắng giải nào. Nó cũng gặt hái những thành công vượt trội về mặt thương mại, đứng đầu các bảng xếp hạng ở Áo, Đức, Ý, Hà Lan, New Zealand, Na Uy, Thụy Sĩ và Vương quốc Anh, và lọt vào top 10 ở hầu hết những quốc gia khác, bao gồm vươn đến top 5 ở Úc, Canada, Đan Mạch, Phần Lan, Ireland và Thụy Điển. Tại Hoa Kỳ, bài hát vươn đến vị trí thứ sáu trên bảng xếp hạng Billboard Hot 100, trở thành đĩa đơn thứ tư của họ lọt vào top 10 tại đây.
Video ca nhạc cho "I Want It That Way" được đạo diễn bởi Wayne Isham với bối cảnh ở Sân bay quốc tế Los Angeles, trước khi họ trình diễn trong một đám đông người hâm mộ vây quanh ở cuối bài hát. Nó đã nhận được đề cử cho bốn hạng mục tại Giải Video âm nhạc của MTV năm 1999, và chiến thắng giải Bình chọn của khán giả. Đây được xem là bài hát trứ danh trong sự nghiệp của nhóm, và được hát lại bởi nhiều nghệ sĩ, như JLS và One Direction. Video ca nhạc cho bài hát cũng được nhại lại trong nhiều video khác, bao gồm "All the Small Things" của Blink 182 và "Walks Like Rihanna" của The Wanted.

## Danh sách bài hát
Đĩa CD tại Anh quốc
1. "I Want It That Way" - 3:34
2. "My Heart Stays With You" - 3:37
3. "I'll Be There for You" - 4:43

Đĩa CD tại châu Âu
1. "I Want It That Way" (Bản radio) - 3:34
2. "My Heart Stays With You" - 3:37

## Xếp hạng
| Bảng xếp hạng (1999)                  | Vị trí cao nhất |
| ------------------------------------- | --------------- |
| Úc (ARIA)                             | 2               |
| Áo (Ö3 Austria Top 40)                | 1               |
| Bỉ (Ultratop 50 Flanders)             | 4               |
| Bỉ (Ultratop 50 Wallonia)             | 7               |
| Canada (RPM)                          | 2               |
| Canada Adult Contemporary (RPM)       | 1               |
| Đan Mạch (Tracklisten)                | 2               |
| Châu Âu (European Hot 100 Singles)    | 1               |
| Phần Lan (Suomen virallinen lista)    | 4               |
| Pháp (SNEP)                           | 20              |
| Đức (Official German Charts)          | 1               |
| Ireland (IRMA)                        | 3               |
| Ý (FIMI)                              | 2               |
| Hà Lan (Dutch Top 40)                 | 1               |
| Hà Lan (Single Top 100)               | 1               |
| New Zealand (Recorded Music NZ)       | 1               |
| Na Uy (VG-lista)                      | 1               |
| Tây Ban Nha (PROMUSICAE)              | 1               |
| Thụy Điển (Sverigetopplistan)         | 2               |
| Thụy Sĩ (Schweizer Hitparade)         | 1               |
| Anh Quốc (OCC)                        | 1               |
| Hoa Kỳ Billboard Hot 100              | 6               |
| Hoa Kỳ Adult Contemporary (Billboard) | 1               |
| Hoa Kỳ Adult Pop Airplay (Billboard)  | 11              |
| Hoa Kỳ Pop Airplay (Billboard)        | 1               |
| Hoa Kỳ Rhythmic (Billboard)           | 5               |

| Bảng xếp hạng (1999)                 | Vị trí |
| ------------------------------------ | ------ |
| Australia (ARIA)                     | 25     |
| Austria (Ö3 Austria Top 40)          | 19     |
| Belgium (Ultratop Flanders)          | 33     |
| Belgium (Ultratop Wallonia)          | 35     |
| Canada (RPM)                         | 3      |
| Canada Adult Contemporary (RPM)      | 1      |
| Denmark (Tracklisten)                | 14     |
| Europe (European Hot 100 Singles)    | 14     |
| Finland (Suomen virallinen lista)    | 21     |
| Germany (Official German Charts)     | 15     |
| Italy (FIMI)                         | 13     |
| Netherlands (Dutch Top 40)           | 11     |
| Netherlands (Single Top 100)         | 14     |
| New Zealand (Recorded Music NZ)      | 17     |
| Norway Spring Period (VG-lista)      | 6      |
| Sweden (Sverigetopplistan)           | 9      |
| Switzerland (Schweizer Hitparade)    | 7      |
| UK Singles (Official Charts Company) | 24     |
| US Billboard Hot 100                 | 15     |
| US Adult Contemporary (Billboard)    | 6      |

## Chứng nhận
</ref>}}
| Quốc gia | Chứng nhận  | Số đơn vị/doanh số chứng nhận |
| --- | ----------- | ----------------------------- |
| Úc (ARIA) | Bạch kim    | 70.000^                       |
| Áo (IFPI Áo) | Vàng        | 25.000*                       |
| Bỉ (BEA) | Bạch kim    | 0*                            |
| Đức (BVMI) | Bạch kim    | 0^                            |
| Nhật Bản (RIAJ) | 2× Bạch kim | 200,000^                      |
| New Zealand (RMNZ) | Bạch kim    | 15,000*                       |
| Thụy Điển (GLF) | 2× Bạch kim | 60.000^                       |
| Thụy Sĩ (IFPI) | Vàng        | 25.000^                       |
| Anh Quốc (BPI) | Bạch kim    | 600.000‡                      |
| * Chứng nhận dựa theo doanh số tiêu thụ. ^ Chứng nhận dựa theo doanh số nhập hàng. ‡ Chứng nhận dựa theo doanh số tiêu thụ và phát trực tuyến. |             |                               |